# Kaitajuojärvi
Kaitajuojärvi är en sjö i Övertorneå kommun i Norrbotten och ingår i Torneälvens huvudavrinningsområde. Sjön har en area på 0,327 kvadratkilometer och ligger 143,6 meter över havet. Sjön avvattnas av vattendraget Juojoki.

## Delavrinningsområde
Kaitajuojärvi ingår i det delavrinningsområde (741300-184394) som SMHI kallar för Utloppet av Kaitajuojärvi. Medelhöjden är 206 meter över havet och ytan är 5,28 kvadratkilometer. Räknas de 2 avrinningsområdena uppströms in blir den ackumulerade arean 34,38 kvadratkilometer. Juojoki som avvattnar avrinningsområdet har biflödesordning 3, vilket innebär att vattnet flödar genom totalt 3 vattendrag innan det når havet efter 106 kilometer. Avrinningsområdet består mestadels av skog (91 procent). Avrinningsområdet har 0,33 kvadratkilometer vattenytor vilket ger det en sjöprocent på 6,1 procent.